# 瑞士地理

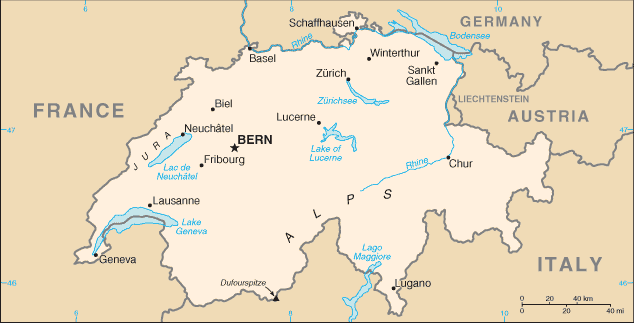
瑞士地图

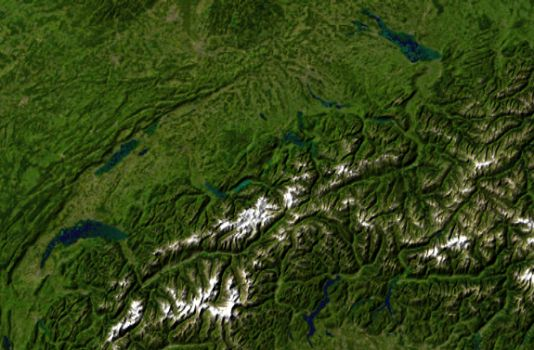
瑞士卫星合成图像，可以清楚的看见阿尔卑斯山、博登湖和日内瓦湖

瑞士是一个位于欧洲中部多山的内陆小国，总面积41285平方公里，其中95.8%为陆地，4.2%為水面。瑞士四周的邻国包括：东面是奥地利（边境长164公里）和列支敦士登（边境长41公里），西面是法国（边境长573公里），南面是意大利（边境长740公里），北面是德国（边境长334公里）。
瑞士的南部和东南部是著名的阿尔卑斯山。阿尔卑斯山以北的瑞士高原东西向伸展。瑞士大部分人口居住在这个高原的小山和平地上。高原的西北部是较小的侏罗山。其北部与德国的边境沿着莱茵河，尽管莱茵河进入瑞士在沙夫豪森州附近。与德国边境的东段和奥地利边境一部分穿过博登湖。西南部与法国的部分边境也穿越日内瓦湖。
瑞士共分为26个州，其中6个为半州（上瓦尔登州/下瓦尔登州、巴塞尔城市州/巴塞尔乡村州、外阿彭策尔州/内阿彭策尔州）。瑞士高原各州拥有该国的大部分人口和工业，主要信仰新教。阿尔卑斯山区的各州人口稀少，经济以农业或旅游业为主，主要信仰罗马天主教。  
瑞士也可以按照语言来分区。瑞士共有4种官方语言：63.7%的人口德语，20.4%的人口法语，6.5%的人口意大利语，0.5%的人口罗曼什语。伯尔尼以东（除提契诺州）主要讲德语，伯尔尼以西主要讲法语。在提契诺州的南部，大部分人说意大利语。罗曼什语是一种源于通俗拉丁语的方言，主要在格劳宾登州的一些地区使用。

## 区域
- 地理坐标：47°00′N 8°00′E / 47.000°N 8.000°E

### 瑞士高原

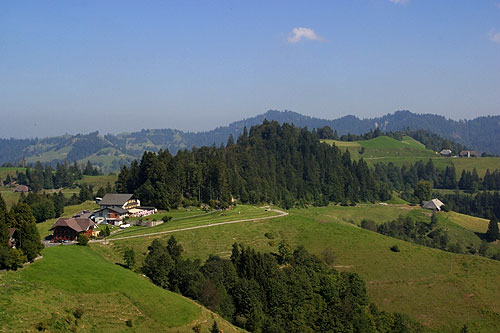
伯尔尼以南起伏的小山

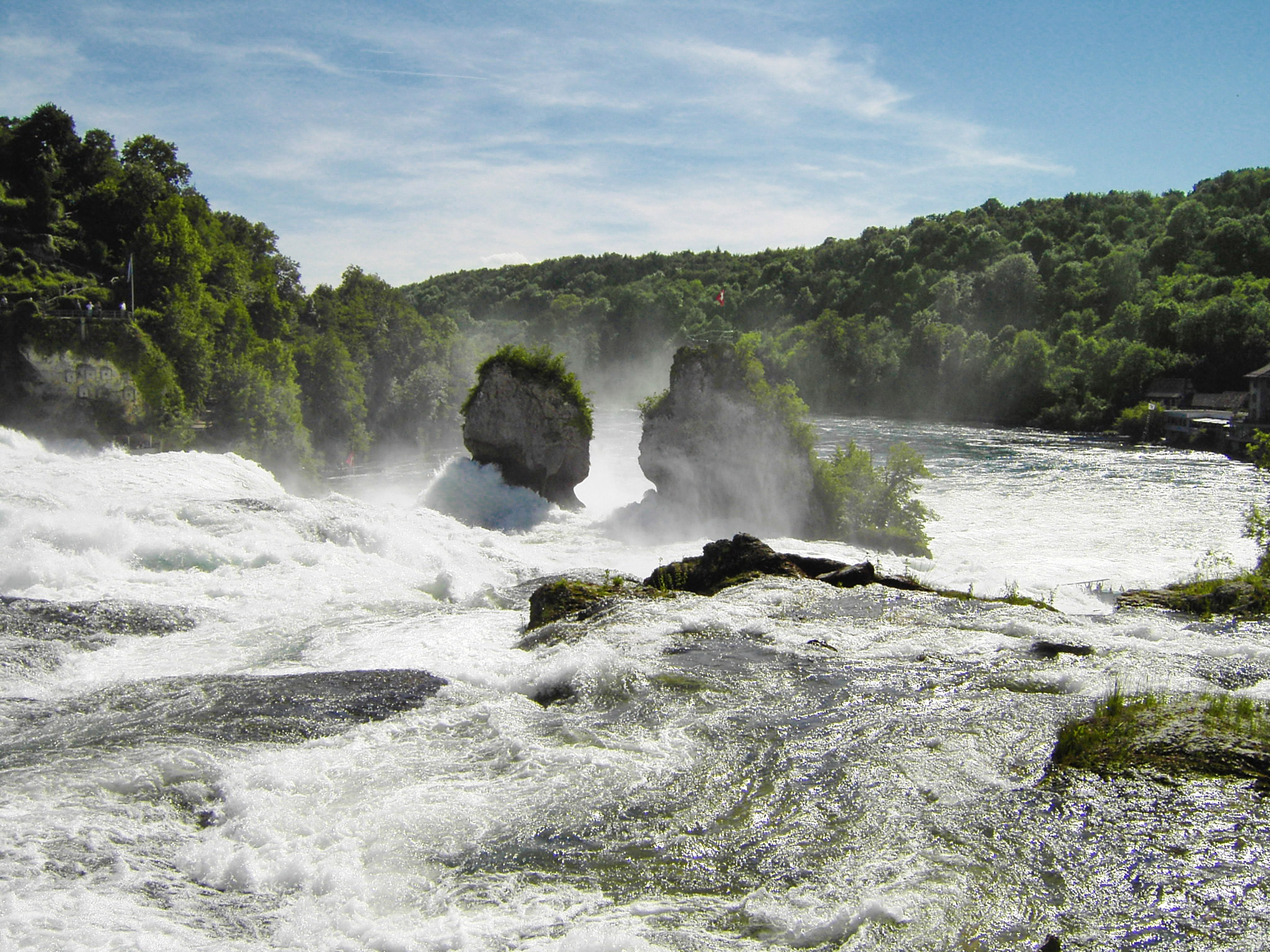
欧洲最大的瀑布——莱茵瀑布

瑞士高原从法国边境的日内瓦湖，穿过瑞士中部，一直延伸到德国和奥地利边境的博登湖。高原平均海拔580米。整个高原上覆盖着被起伏的小山、小型湖泊和河流。瑞士大部分大型湖泊都位于高原。日内瓦湖（581.3 km2）和博登湖（541.1 km2）都位于高原上，而且都与其他国家分享。完全位于瑞士境内的最大湖泊是纳沙泰尔湖（Lake Neuchâtel，218.3 km2），位于瑞士高原。瑞士大部分河流都发源于阿尔卑斯山，但每一条向北的河流都穿过高原。河流迂回曲折地流过高原，汇合后形成欧洲的一些主要河流。在沙夫豪森附近，莱茵河通过欧洲最大的瀑布莱茵瀑布，该瀑布宽150米，高25米。
瑞士高原的面积约占瑞士的三分之一，但是大约三分之二的人口居住在这一地区。高原地区的人口密度平均约每平方公里450人。在日内瓦湖、苏黎世湖周围和其他城市，人口密度超过每平方公里1000人。瑞士高原拥有该国大部分的人口、农业和工业。农场通常较小但是非常整齐。大部分农场包括小型的牧场，与种植各种农作物的耕地相交错，还有小型林地。

### 阿尔卑斯山

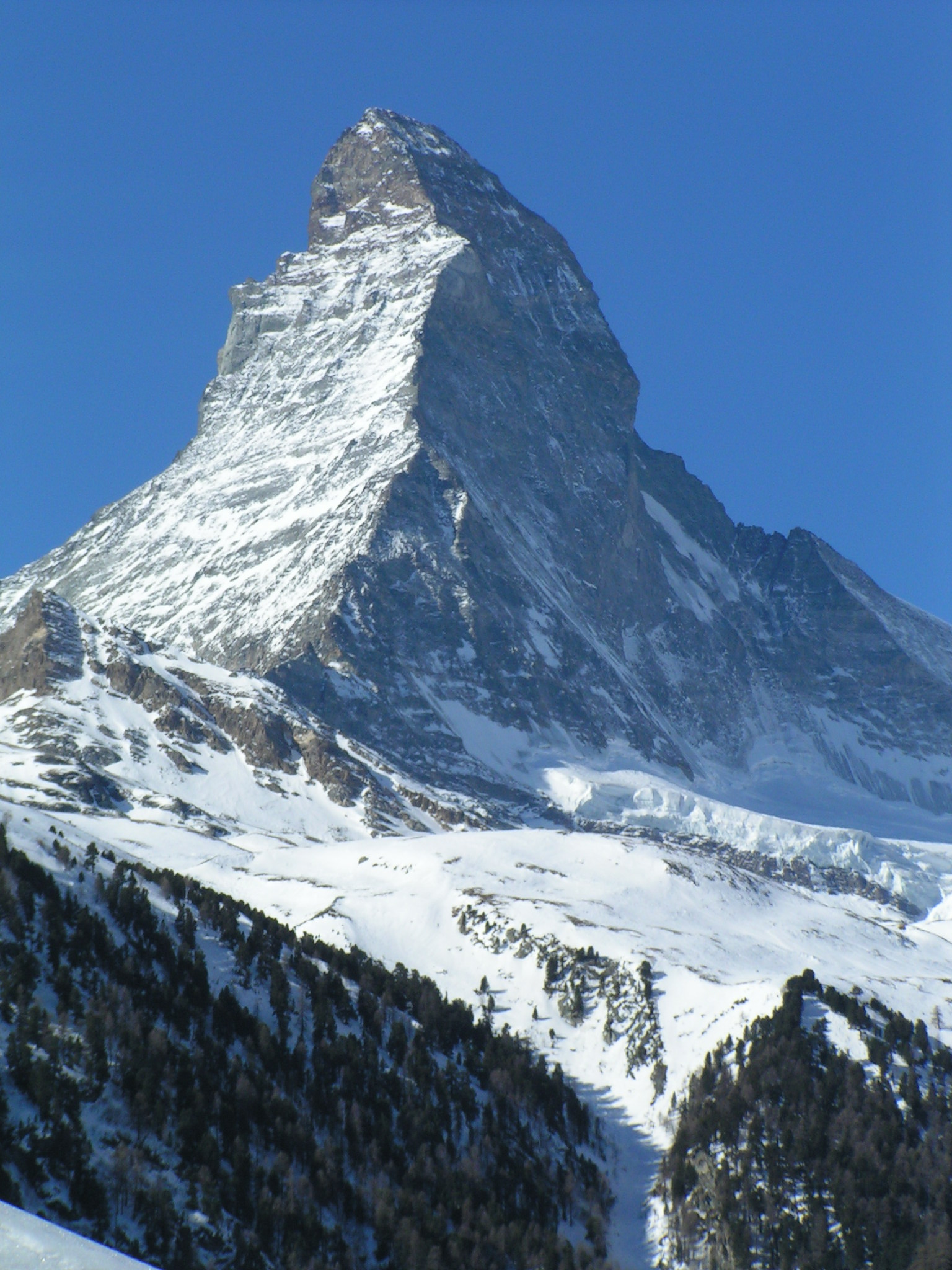
马特峰，瑞士最上照山峰

瑞士阿尔卑斯山构成一系列山脉的一部分，该山系横贯南欧，将北欧与地中海分开。有一些穿过阿尔卑斯山的重要通道就位于瑞士境内，对这些通道的控制是整个瑞士历史中的重要内容。阿尔卑斯山平均海拔1700米，约占瑞士面积的三分之二。阿尔卑斯山有48座山峰的高度达到或超过4000米。  
阿尔卑斯山是西欧的分水岭。莱茵河及其支流阿勒河和Thur河将大约三分之二的水排入北海。罗纳河和提契诺河（Ticino River）将大约18%的水量排入地中海。因河发源于瑞士，在瑞士境外注入多瑙河，将4.4%的水量排入黑海。阿尔卑斯山区拥有许多冰川。共有1,800条冰川6覆盖大约3,000 km2 of阿尔卑斯山.
阿尔卑斯山是受欢迎的旅游目的地，也是瑞士公认的标志之一。瑞士的最高峰杜富尔峰（4634米）在阿尔卑斯山区的瓦莱州。瑞士的另一个标志马特峰也位于阿尔卑斯山区。马特峰（4,478米）是瑞士第7高峰，也是瑞士最上照山峰。

### 侏罗山

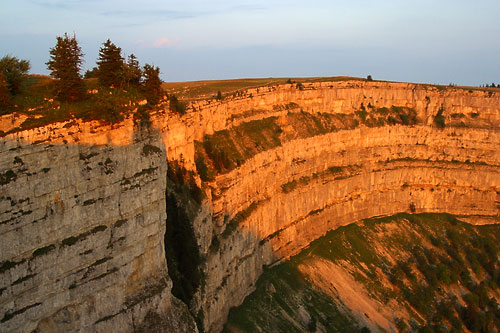
纳沙泰尔州侏罗山的石灰岩地层清晰可见

侏罗山是一个石灰岩山脉，从日内瓦湖延伸到莱茵河。这一区域占瑞士面积的12%，海拔高度约700米，特征是石灰岩高地被深邃的河谷所切割。
侏罗山的石灰岩是侏罗纪时期的岩石，有众多的化石和恐龙遗迹。侏罗纪的名称事实上就是因为18世纪末在侏罗山发现化石而得名。侏罗山被认为是世界上最重要的恐龙脚印遗迹之一。2002年到2004年，在Courtedoux村附近发现了1,500多个脚印，估计还有4,000-5,000个脚印尚未发现

## 气候
瑞士的气候以瑞士高原较为温和。在高原上，冰冻天气通常出现于12月到3月初。侏罗山和阿尔卑斯山由于海拔较高，以及阿尔卑斯山存在冰川，自然温度较低。阿尔卑斯山以南的提契诺州，则拥有亚热带植被，通常比瑞士高原温暖2-4摄氏度。
按照柯本气候分类法，瑞士高原属于海洋性气候（Cfb），而阿尔卑斯山属于苔原气候（ET）。海洋性气候天气多变，经常是阴天。由于云雾覆盖，夏季凉爽，而冬季由于纬度较低，气候也比较温和。侏罗山由于海拔较高，气候稍冷。在阿尔卑斯山脉内部，温度与降雪量也与海拔高度相关。瑞士每年的降水量在1000-2000毫米之间，3/4地区平均年降水量超过1000毫米。降水也深受地形的影响，高山峻岭处降水量远远超过中部高原一些地区及河谷地带。

## 土地利用
- 耕地10%
- 永久农业区2%
- 永久牧场  28%
- 森林与林地32%
- 其他28%（1993年数据）

灌溉地：250 km²（1993年数据）

## 图片

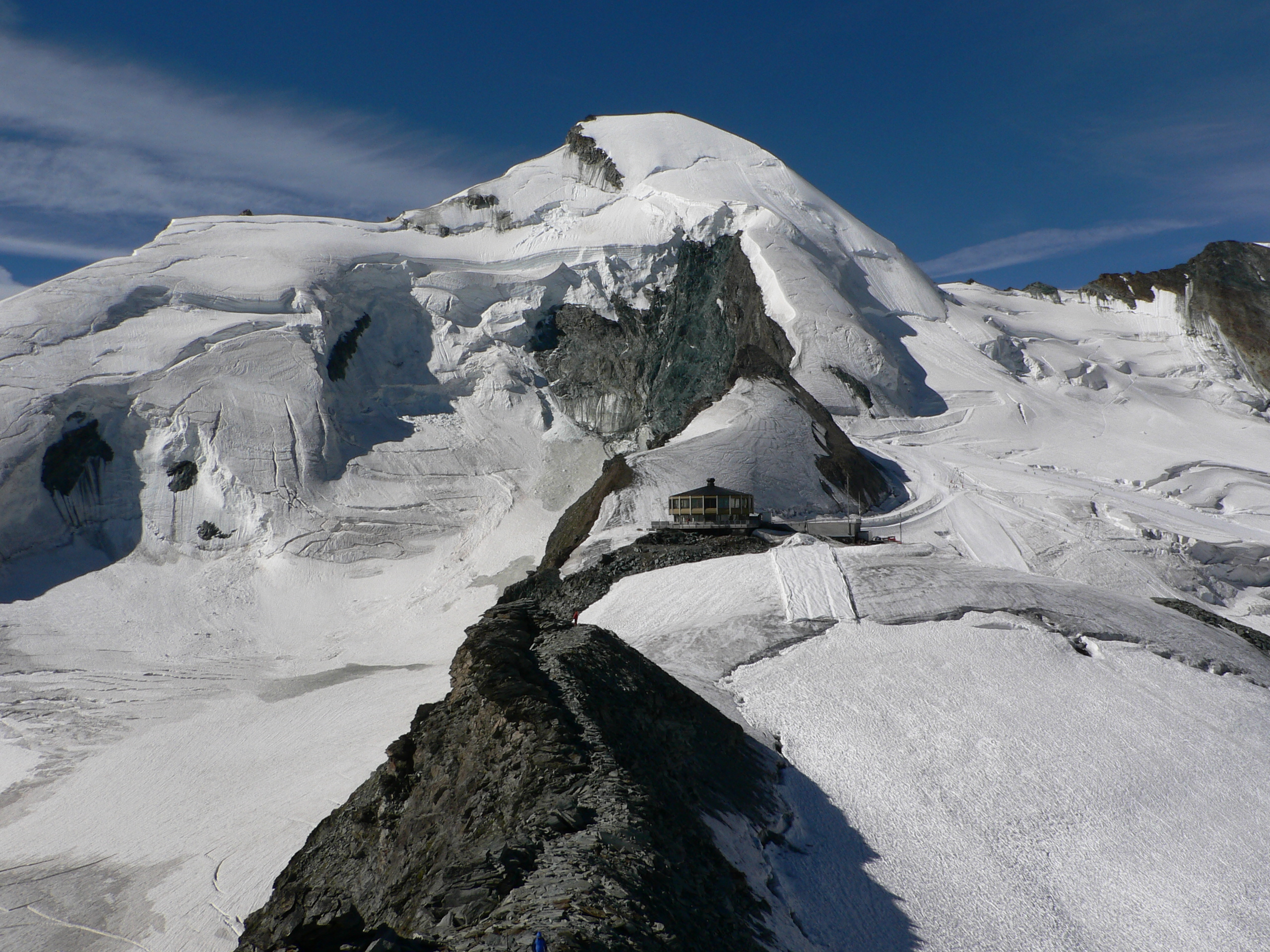
Mittel Allalin in Saas Fee
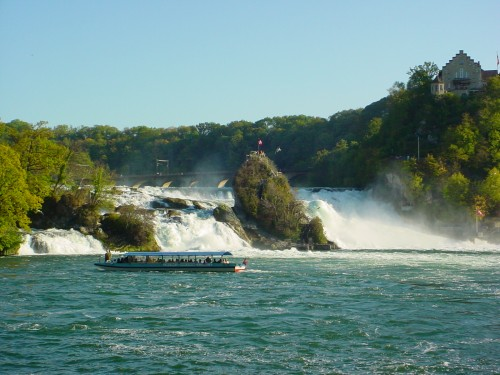
莱茵瀑布
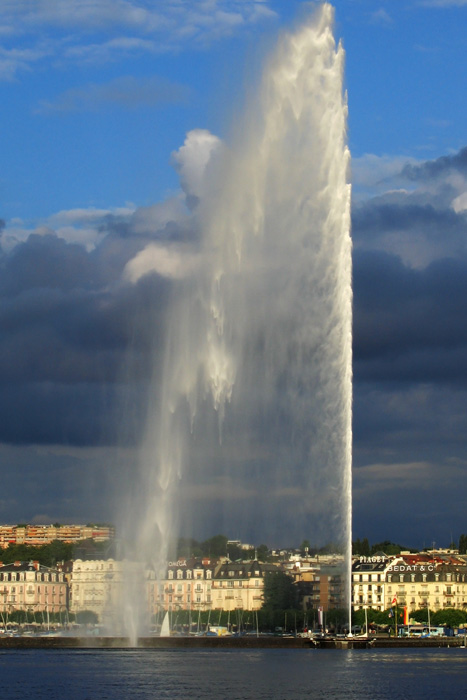
日内瓦大喷泉
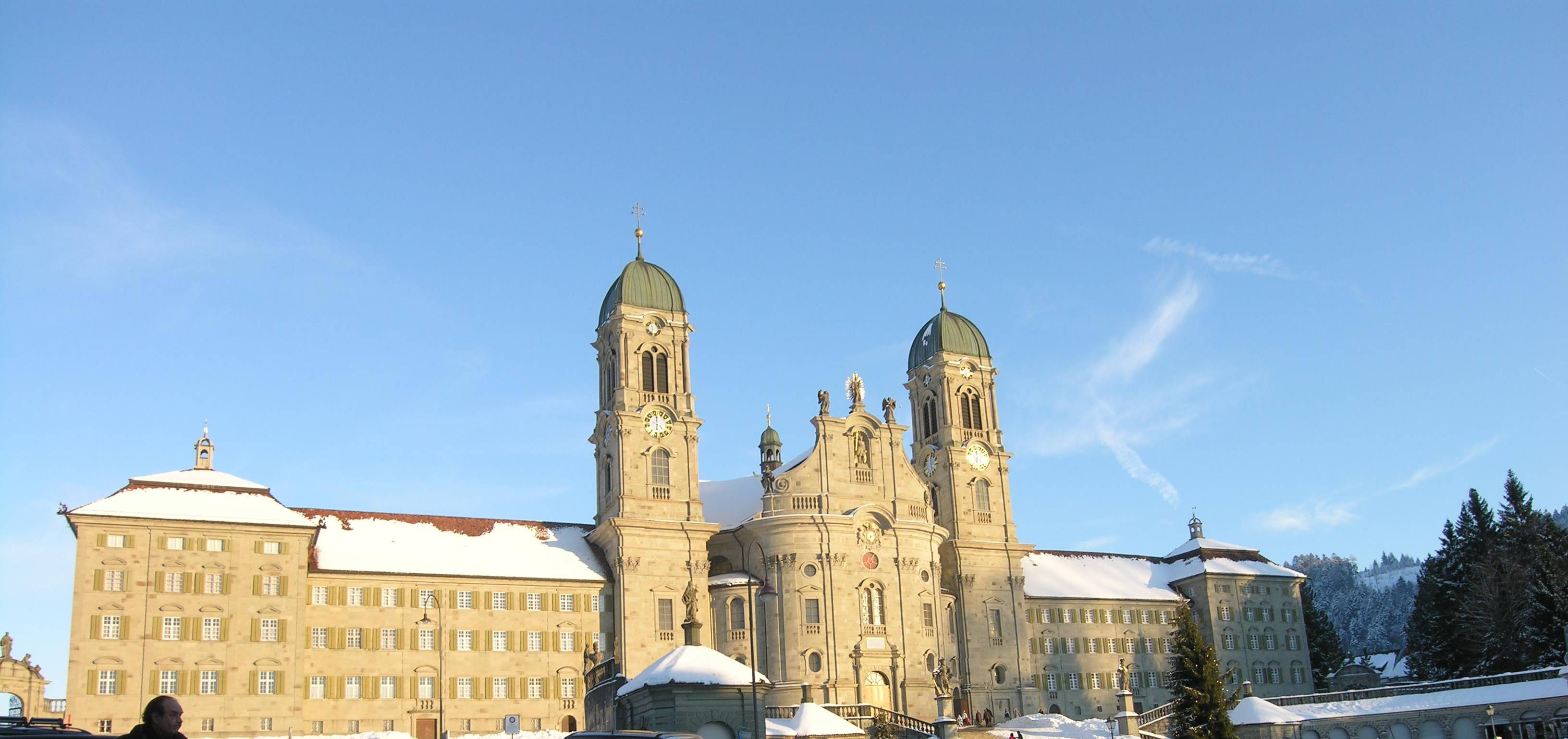
Einsiedeln Abbey
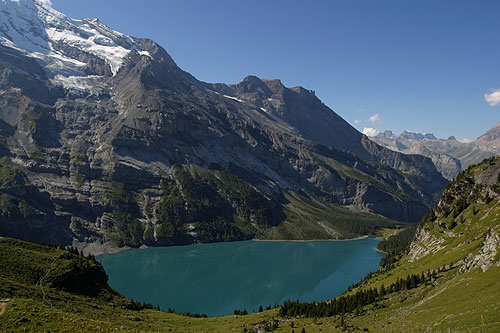
Oeschinen湖
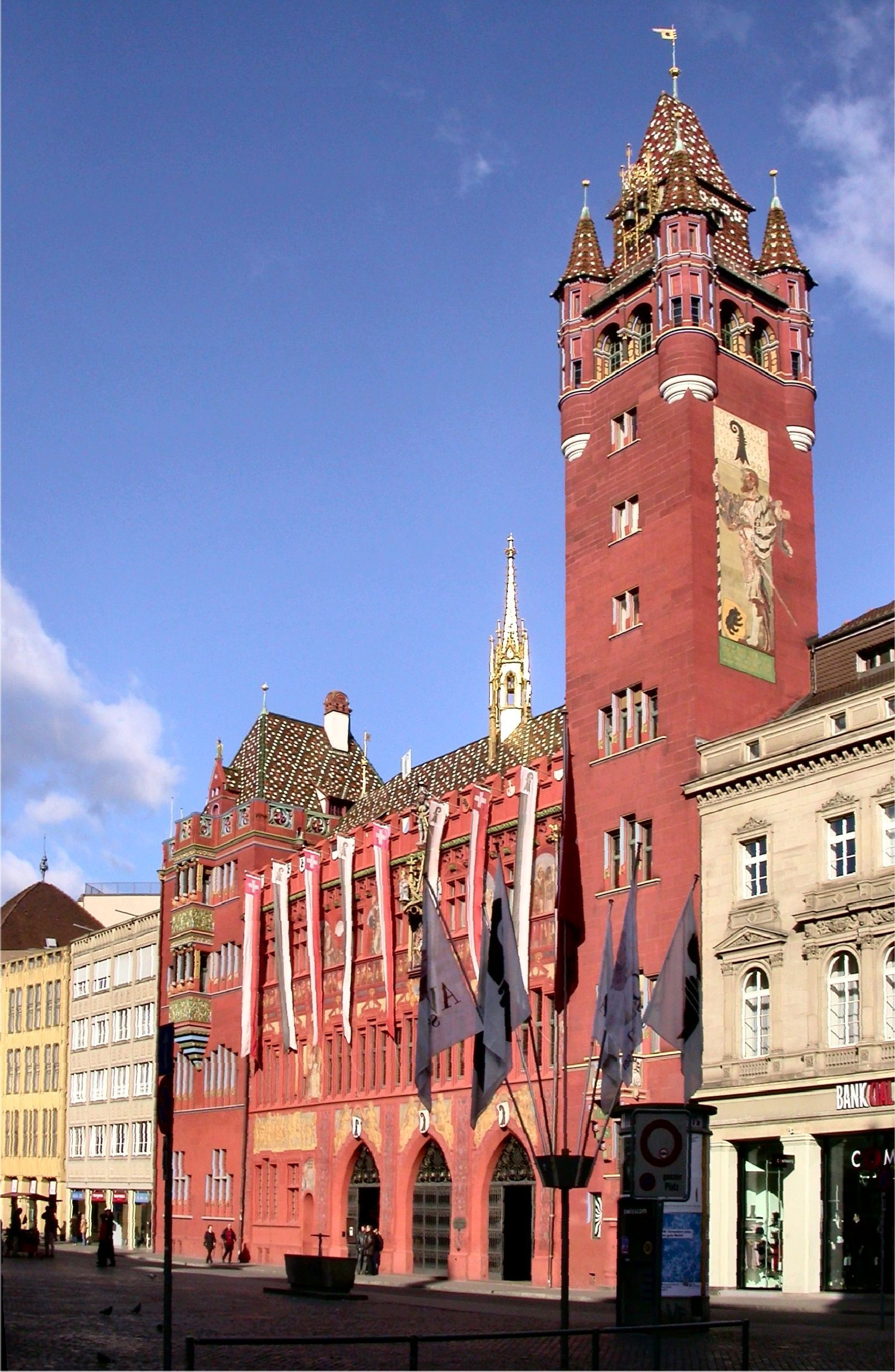
巴塞尔市政厅
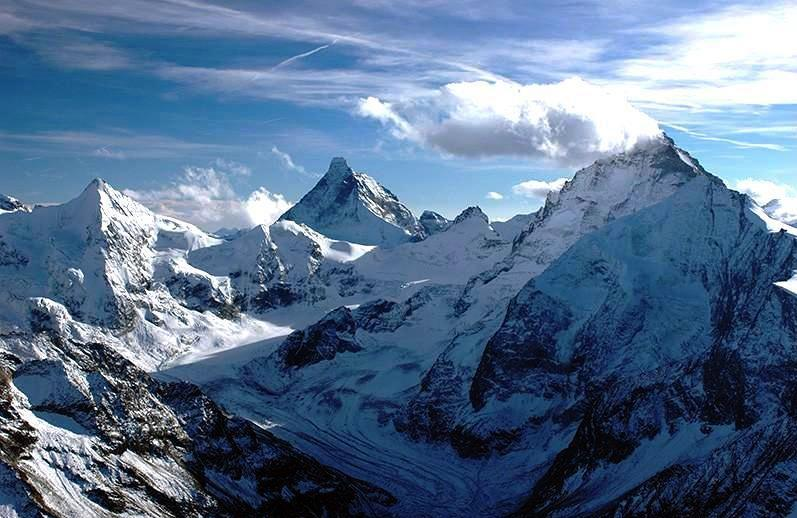
Dent Blanche的北面
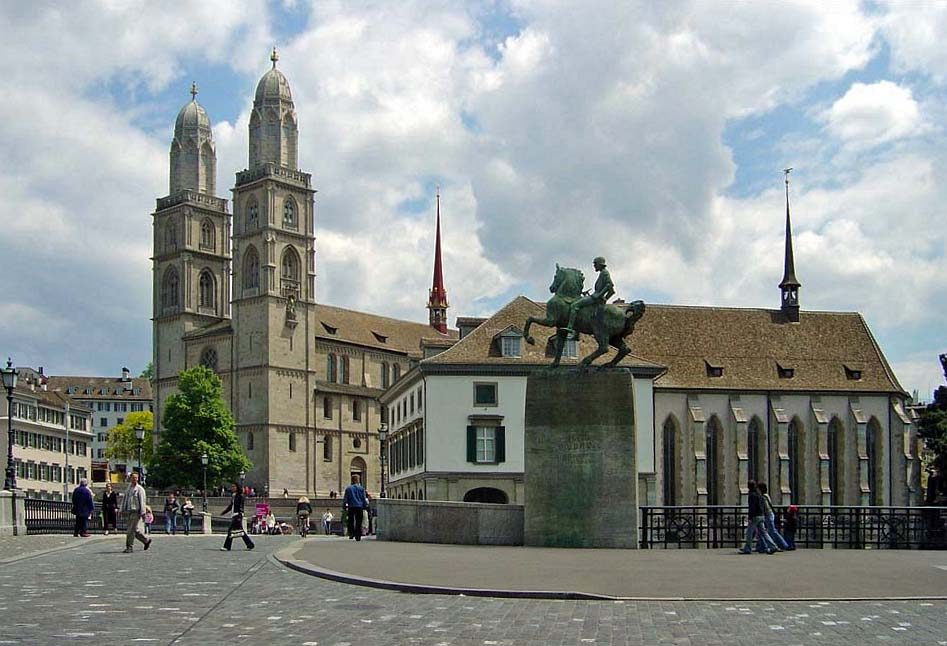
苏黎世
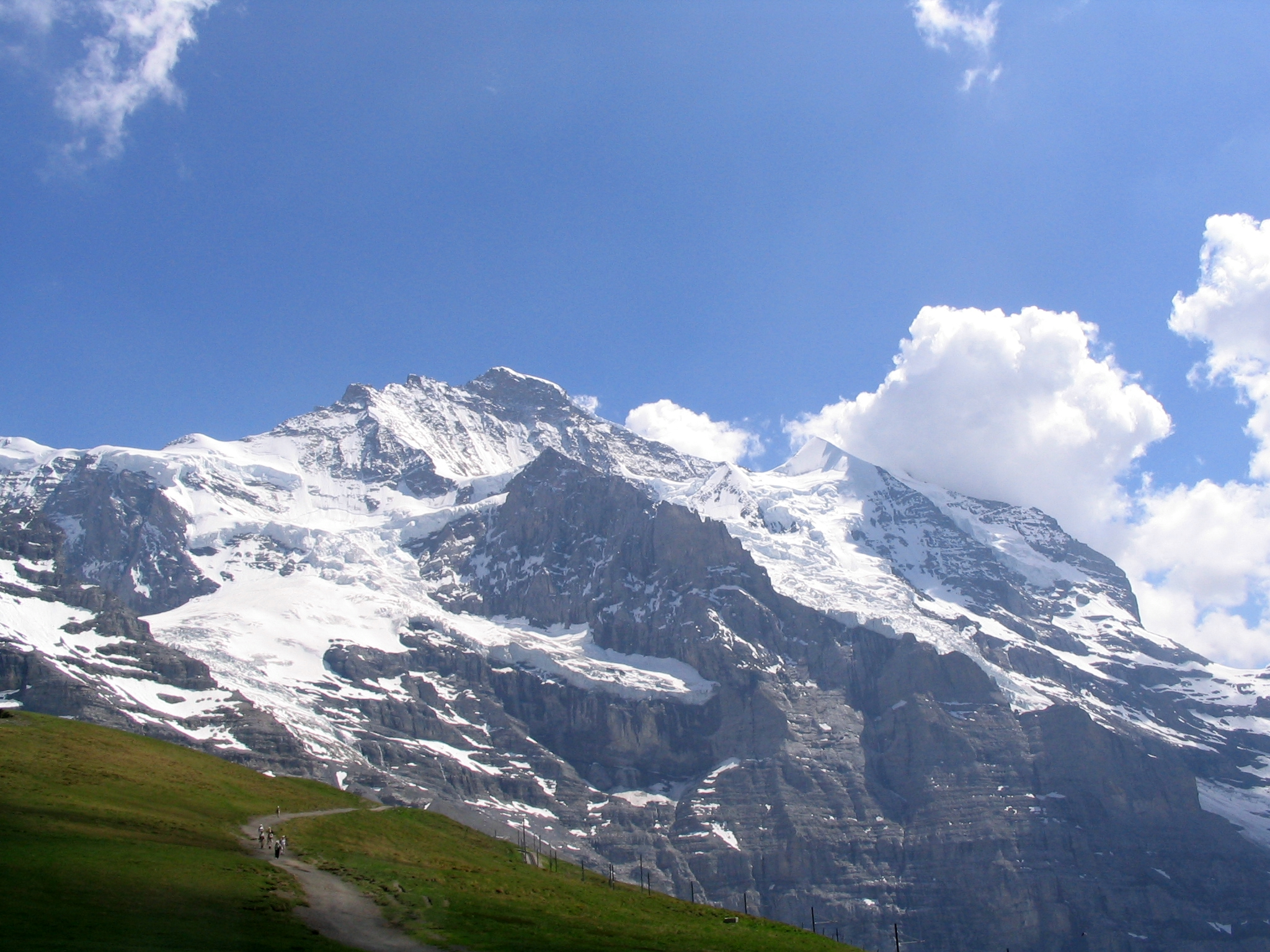
少女峰